# イノシトールリン酸

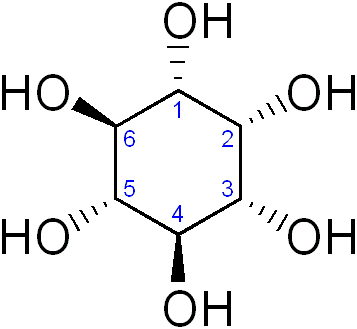
イノシトール

リン酸基

イノシトールリン酸(Inositol phosphate)は、水酸基がリン酸化されたイノシトールの総称である。細胞成長、アポトーシス、細胞移動、エンドサイトーシス、細胞分化等の多様な細胞機能に不可欠な役割を果たしている。以下の種類が含まれる。
- イノシトール一リン酸(IP)
- イノシトールビスリン酸(IP2)
- イノシトールトリスリン酸(IP3)
- イノシトールペンタキスリン酸(IP5)
- イノシトールヘキサキスリン酸(IP6)またはフィチン酸

## 機能

### イノシトールトリスリン酸
イノシトールトリスリン酸は、イノシトールトリスリン酸受容体に作用し、細胞質にカルシウムを放出する。

### その他
イノシトールテトラキスリン酸、イノシトールペンタキスリン酸、イノシトールヘキサキスリン酸は、遺伝子発現に関与している。